# 公沙盧
公沙盧（？—？），東漢時期人物，為膠東一地之豪強。

## 記載
王修被調到膠東當縣令之時，膠東一帶賊寇眾多，社會秩序紊亂。其中以公沙盧為首之勢力，最為龐大，其恃強凌弱，自建營寨，並於寨外挖壕溝，佔地為王，不聽官府差遣。
王修初上任之際，為解此患，故帶數十人馬，直入公沙盧之營寨，當眾將其兄弟斬殺，其家族雖人多勢眾，但遭此突來之舉所震懾，而不敢動手反抗。王修遂藉此勸說，說明不能自建營寨、佔地為寇之理。自此，膠東一帶之賊寇遂逐漸消失。